# 大头蛙
大头蛙（学名：Limnonectes kuhlii），又名古氏赤蛙，为叉舌蟾科大頭蛙屬的两栖动物。分布于台湾岛以及中国大陆的浙江、福建、江西、湖南、广东、广西、云南等地，主要生活于静水域的水塘水沟。该物种的模式产地在爪哇。